# Maello
Maello es un municipio y localidad española de la provincia de Ávila, en la comunidad autónoma de Castilla y León. El término municipal tiene una población de 700 habitantes (INE 2024).

## Toponimia
En el pasado la localidad también recibía las denominaciones de El Maello (en 1247) y Maellos (en el siglo XVI). El término Maello está conectado con «manzano silvestre».

## Símbolos
El escudo heráldico y la bandera que representan al municipio fueron aprobados oficialmente el 1 de junio de 2004. El escudo se blasona de la siguiente manera:

En campo de oro una encina arrancada (con sus raíces), de sinople (ramas y tronco en color verde) y junto al tronco un perro de monte “andante” (sobre sus patas) en sable (negro). Bordura en sable (negro) con seis bezantes (círculos en color sable –negro–) colocados uno en punta, otro en jefe, dos a la diestra y dos a la siniestra.
Boletín Oficial de Castilla y León nº 122 de 28 de junio de 2004

El esmalte en oro es por el color del campo del Escudo Heráldico de Los Dávila o por el nombre «orosordo», que se refiere al trigo cuando se mueve por el viento. El mueble o figura heráldica es una encina que recuerda al árbol mítico para los antiguos pobladores de España, muy apreciada su madera por su dureza y por sus cualidades caloríficas. «Perro de monte» es el significado que Camilo José Cela le otorga al nombre de Maello.
La descripción textual de la bandera es la siguiente:

En paño de color amarillo y centrado en el mismo, una encina con sus ramas en color verde y tronco marrón a cuyo pie está situado un perro de monte de color negro. Centrado en el centro del asta y en vertical, tres ro eles (círculos de color negro) colocados simétricos y en vertical. En el tercio del «pendiente» (parte opuesta al asta) tres roeles colocados simétricamente en vertical, como los anteriores.
Boletín Oficial de Castilla y León nº 122 de 28 de junio de 2004

## Geografía
El municipio está situado en la parte nororiental de la provincia en el límite con la de Segovia. Por su término pasa la autopista AP-6, a la altura del kilómetro 91. Dista 40 km de la capital de la provincia. A sus lados, se encuentran las localidades segovianas de Villacastín y Labajos, así como las abulenses Velayos y Santa María del Cubillo. La localidad está situada a una altitud de 1024 m sobre el nivel del mar.
| Noroeste: Vega de Santa María       | Norte: Sanchidrián           | Noreste: Muñopedro (Segovia) y Labajos (Segovia) |
| Oeste: Santo Domingo de las Posadas |                              | Este: Muñopedro (Segovia)                        |
| Suroeste: Tolbaños                  | Sur: Santa María del Cubillo | Sureste: Villacastín (Segovia)                   |

Son entidades del municipio las siguientes: Coto de Puenteviejo, Dehesa de Pancorbo, La Fontanilla, El Monte, Pinar De Puenteviejo y Prado Encinas.

## Historia
En la Edad Media formó parte del sexmo de San Martín y de la Tierra de Segovia. Con la nueva organización provincial impulsada por Javier de Burgos, en 1833 migró su jurisdicción de la provincia de Segovia a la de Ávila.
Hacia mediados del siglo XIX, el lugar tenía contabilizada una población de 519 habitantes. La localidad aparece descrita en el decimoprimer volumen del Diccionario geográfico-estadístico-histórico de España y sus posesiones de Ultramar de Pascual Madoz de la siguiente manera:

MAELLO: l. con ayunt. de la prov. y part. jud. de Avila (4 leg.), aud. terr. de Madrid (13), c. g. de Castilla la Vieja (Valladolid 16), dióc. de Segovia (6): sit. á la der. de la carretera que dirige de Madrid á Valladolid, por Arévalo; le combaten los vientos N. y E., y su clima es propenso á intermitentes: tiene de 190 á 200 casas, interiores en su mayor parte, casa de ayunt. que á la par sirve de cárcel, escuela de instruccion primaria comun á ambos sexo, á la que concurren 60 alumnos, que se hallan á cargo de un maestro dotado con 1,200 rs. y una igl. parr. (San Juan Bautista), con curato de segundo ascenso y provision ordinaria: en los afueras de la pobl. se encuentra una ermita La Vera Cruz, propia de una cofradia; el cementerio en parage que no ofende la salud pública, y una fuente de buenas aguas, de las cuales se utilizan los vec. para sus usos: confina el térm. N. Labajos; E. Blascoeles y Aldeavieja; S. Villacastin, prov. de Segovia, y O. Velayos; se estiende 1/2 leg. por N. y E. y 5/4 por S. y O., y comprende los desp. titulados Iñigo, Muñoz y las Cordillas; habiéndosele agregado últimamente la jurisd. civil del térm. de Villadey: hay un pequeño monte chaparral de encina, y algunos prados con regulares pastos; y le atraviesa un arroyo titulado Milanos, el que pasa al N. del pueblo. El terreno es de regular calidad. caminos: los que dirijen á los pueblos limítrofes, pasando al N. del l. la citada carretera de Madrid á Valladolid. El correo se recibe de Villacastin. prod.: trigo, cebada, centeno, algarrobas y garbanzos; mantiene ganado lanar y vacuno, y cria caza menor. ind.: la agrícola: el comercio está reducido á la esportacion de lo sobrante, é importacion de los art. de que se carece. pobl.: 132 vec., 519 alm. cap. prod.: 1.625,600 rs. imp.: 60,024. ind. y fabril: 6,550. contr.: 12,577. El presupuesto municipal asciende á unos 6,000 rs., que se cubren por reparto vecinal.
(Madoz, 1848, p. 14)

## Demografía
Maello cuenta con una población de 700 habitantes (INE 2024).
| Gráfica de evolución demográfica de Maello entre 1842 y 2021 |
| |
| Población de derecho según los censos de población del INE. Población de hecho según los censos de población del INE.En este censo se denominaba Maello y Villadey: 1842. |

## Fiestas
Fiestas del Rosario (primer fin de semana de octubre), fiestas del Consuelo, fiestas de la Virgen en agosto, Semana Santa, Carnavales y Navidad.
Es en las fiestas del Rosario cuando tradicionalmente se abren las peñas, siendo las fiestas más populares y conocidas. La duración de estas fiestas es de cinco días, con sus correspondientes encierros, corridas de toros y bailes en la plaza del pueblo (los tres pilares fundamentales de las fiestas). Las fiestas comienzan el viernes de ese fin de semana, con el ya tradicional recorrido de peñas.El mismo viernes, una de las peñas será la encargada de leer el pregón de las fiestas desde el ayuntamiento.
La participación de las peñas es frecuente a la hora de organizar y participar en concursos y corridas de toros (lunes y martes son exclusivos para las peñas). Los concursos van dedicados para todas las edades, es decir, desde gincanas y concurso de dibujos, hasta cucaña y concursos de mus, brisca y calva, pasando por el tira-soga, tiro al plato y un largo etcétera de concursos que amenizan las fiestas. 
Hay una reina de fiestas y dos damas, que se enfundarán sus mejores trajes para regalarle a los toreros del domingo un bonito ramo de flores. Durante los días lunes y martes, días en los que los toros son exclusivos para las peñas y personas del pueblo, antes del comienzo de la corrida se reúnen todas las peñas en la plaza, para que con una charanga que divierte a la gente, entren todas en conjunto haciendo el tradicional paseíllo por la plaza. 
Como nota a destacar, y aunque sólo sea una vez al año, el sábado de las fiestas, todas las peñas se reúnen en la iglesia para hacerle una ofrenda a la Virgen del Rosario y entregarle de esta manera un bonito ramo de flores, para agradecerle el encontrarnos un año más, todos juntos en el pueblo ese mismo sábado se organiza el Toro del Rosario en la plaza de toros.

## Patrimonio

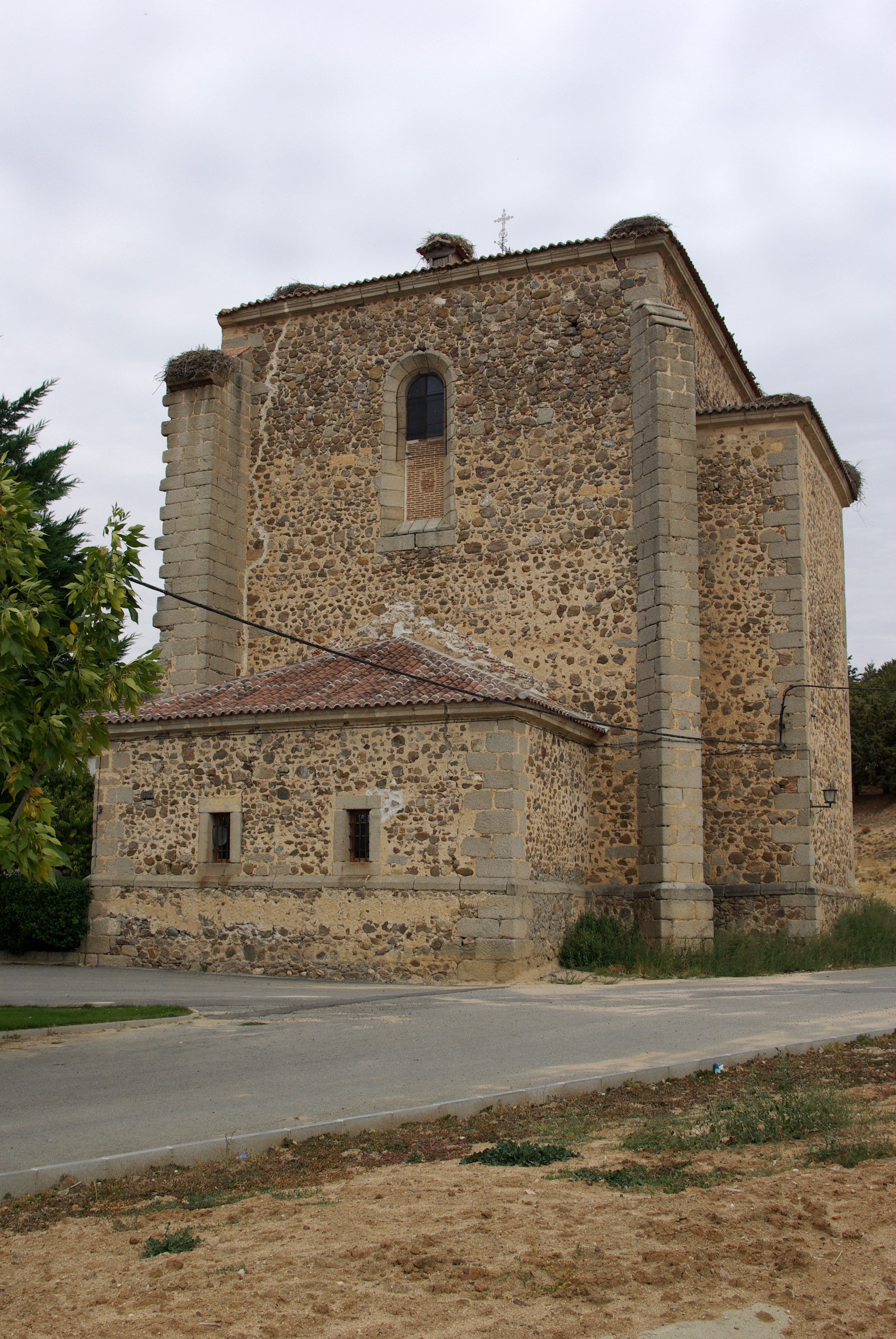
Iglesia

En la localidad hay una iglesia parroquial bajo la advocación de san Juan Bautista. La iglesia, uno de los mayores atractivos del pueblo, es de estilo románico y alberga en su interior un gran tesoro escultórico y pictórico, presente en el retablo del altar mayor. Tiene una bóveda estrellada de finales del gótico y campanario de estructura de madera (la sacristía fue añadida posteriormente). Delante tiene un calvario con el tema de la Virgen con el Niño.
En el altar mayor se encuentra el tabernáculo, valioso tesoro realizado en madera policromada del siglo XVII que fue modificado para convertirlo en sagrario y expositor del Santísimo. Posee además tres esculturas de marfil, de arte oriental del siglo XVII, que representan a la Sagrada Familia. No se encuentran expuestas por carecer de un sistema de seguridad que permita poder disfrutar a todos los vecinos de tan valiosa obra de arte que tuvo el privilegio de formar parte del catálogo de obras expuestas en dos ediciones de las Edades del Hombre: en Palencia en el año 1999 y en Ávila en el año 2004. Se puede contemplar el día de la Sagrada Familia, que es el domingo después del día de Navidad.